# Liljesläktet
Liljesläktet (Lilium) är ett släkte av växter i familjen liljeväxter. Släktet beskrevs först av Carl von Linné, 1753. Totalt förekommer ungefär 100 arter spridda över norra tempererade zonen, söderut till tropikerna i Sydostasien.
I Sverige förekommer inga arter naturligt. Dock kan de tre arterna brandlilja (L. bulbiferum), krollilja (L. martagon) och tigerlilja (L. lancifolium) förekomma förvildade. Även kanadalilja (L. canadense) och madonnalilja (L. candidum) har påträffats förvildade.
De flesta liljor i trädgårdsodling är hybrider. Liljor har ett  starkt symbolvärde, i synnerhet vita liljor.

## Beskrivning
Fleråriga örter med lök. Löken består av flera förtjockade lökblad eller fjäll och saknar lökskal. Stjälkarna är upprätta med blad. Bladen är vanligen strödda, men kan vara kransställda, skaftade eller oskaftade, lansettlika till smalt lansettlika. Ibland bildas bulbiller i bladvecken. Blomställningarna är toppställda och kan bestå av en ensam blomma eller flera blommor i klase, flock eller kvast. Högbladen liknar de vanliga bladen. Blommorna är ofta tratt- eller klocklika, ibland rörformade eller skålformade. Hyllebladen är sex till antalet, fria, ibland starkt tillbakarullade. De kan vara grönaktiga, vita till rosa, purpur, röda, orange eller gula och har nektarier vid basen. Ståndare sex. Stift ett. Frukten är en kapsel med stora, platta frön.
Namnet förekom redan i antikens Grekland; Homeros kallade växtsläktet leiron.

## Liljor i kultur och religion
Liljan finns avbildad redan i det gamla Egypten, Mykene och det minoiska Kreta. Musernas sång kallades metaforiskt för liljelika i den antika dikten, i betydelsen mild. Den mytiskt metamorfosiska förklaringen av liljans födelse var att den skapats av Heras mjölk samtidigt som Vintergatan uppstod. Den har sedan dess uppfattats som en symbol för oskuldsfullhet, och i konsten avbildas ofta jungfru Maria med en lilja som symbol för Immaculata conceptio, den obefläckade avlelsen. Som så ofta med symboler för oskuld är den även en dödssymbol.
Inom heraldiken är liljan konungarnas symbol, vilket beror på att enligt legenden fick Klodvig I (481-511) en lilja av en ängel, och sedan 1179 har fleur-de-lis, en stiliserad lilja, funnits i de franska kungahusens vapen.  Genom äktenskap hamnade den i Medicis vapen och blev därigenom en symbol för Florens. Den florentinska liljan och den bourbonska kan skiljas åt genom att den förra har ståndare. Även den traditionella bosniska flaggan pryds av sex gyllene liljor.

## Grupper
Odlade liljor delas in i nio grupper (divisioner) av International Lily Register. På svenska används lite andra namn:
- 1. Asiatliljor (Lilium Asiatiska Gruppen), motsvarar Asiatic hybrids.
  - 1a. Tidigblommande asiatiska hybrider med upprätta blommor
  - 1b. Tidigblommande asiatiska hybrider med utåtriktade blommor
  - 1c. Tidigblommande asiatiska hybrider med hängande blommor
- 2. Mandarinliljor (Lilium Martagon-Gruppen), motsvarar Martagon hybrids.
- 3. Candidumliljor (Lilium Candidum-Gruppen), motsvarar Candidum hybrids.
- 4. Bellinghamliljor (Lilium Amerikanska Gruppen), motsvarar American hybrids.
- 5. Longiflorumliljor (Lilium Longiflorum-Gruppen), motsvarar Longiflorum hybrids.
- 6. Kejsarliljor (Lilium Regale-Gruppen), motsvarar Trumpet hybrids. 
  - 6a. Regale- och Aurelian-hybrider med klockformiga blommor
  - 6b. Regale- och Aurelian-hybrider med skålformiga blommor
  - 6c. Regale- och Aurelian-hybrider med fatlika blommor
  - 6d. Regale- och Aurelian-hybrider med tillbakaböjda kalkblad
- 7. Orientliljor (Lilium Orient-Gruppen), motsvarar Oriental hybrids. 
  - 7a. Östasiatiska hybrider med klockformiga blommor
  - 7b. Östasiatiska hybrider med skålformiga blommor
  - 7c. Östasiatiska hybrider med fatlika blommor
  - 7d. Östasiatiska hybrider med tillbakaböjda kalkblad
- 8 Miscellaneous hybrids - hit räknas sorter som inte kan föras till de övriga grupperna. 
  - Orientkejsarlilja (Lilium Orient-Regale-Gruppen), motsvarar "Orientpet Hybrids".
- 9 Arter - hit förs de rena arterna och dess selektioner.

Följande grupper räknas oftast in i någon av de tidigare:
- Lilium Backhouse-Gruppen = Mandarinliljor
- Lilium Bellingham-Gruppen = Bellinghamliljor
- Lilium Fiesta-Gruppen = Asiatliljor
- Lilium Harlequin-Gruppen = Asiatliljor
- Lilium Midcentury-Gruppen = Asiatliljor
- Lilium Preston-Gruppen = Asiatliljor

## Arter
Dottertaxa till Liljor, i alfabetisk ordning:

- Lilium akkusianum
- Lilium albanicum
- Lilium amabile - Lacklilja
- Lilium amoenum
- Lilium anhuiense
- Lilium arboricola
- Lilium armenum
- Lilium auratum - Gullbandslilja
- Lilium bakerianum
- Lilium bolanderi
- Lilium bosniacum
- Lilium brevistylum
- Lilium brownii - Kantonlilja
- Lilium bulbiferum - Brandlilja
- Lilium callosum
- Lilium canadense - Kanadalilja
- Lilium candidum - Madonnalilja
- Lilium carniolicum - Slovensk lilja
- Lilium catesbaei
- Lilium cernuum - Rosenlilja
- Lilium chalcedonicum - Turbanlilja
- Lilium ciliatum
- Lilium columbianum
- Lilium concolor - Stjärnlilja
- Lilium davidii - Eldlilja
- Lilium debile
- Lilium distichum
- Lilium duchartrei - Farrerlilja
- Lilium elegans
- Lilium eupetes
- Lilium fargesii
- Lilium floridum
- Lilium formosanum - Basunlilja
- Lilium grayi
- Lilium habaense
- Lilium hansonii - Fläcklilja
- Lilium henrici
- Lilium henryi - Orangelilja
- Lilium huidongense
- Lilium humboldtii
- Lilium iridollae
- Lilium jankae - Rumänsk lilja
- Lilium japonicum
- Lilium jinfushanense
- Lilium kelleyanum
- Lilium kelloggii
- Lilium kesselringianum
- Lilium lancifolium - Tigerlilja
- Lilium lankongense - Mekonglilja
- Lilium ledebourii
- Lilium leichtlinii
- Lilium leucanthum - Yichanglilja
- Lilium lijiangense
- Lilium longiflorum - Trumpetlilja
- Lilium lophophorum
- Lilium mackliniae
- Lilium maculatum
- Lilium maritimum
- Lilium martagon - Krollilja
- Lilium matangense
- Lilium medeoloides - Kranslilja
- Lilium medogense
- Lilium michauxii
- Lilium michiganense
- Lilium monadelphum - Kaukasisk lilja
- Lilium nanum
- Lilium nepalense - Elfenbenslilja
- Lilium occidentale
- Lilium papilliferum
- Lilium paradoxum
- Lilium pardalinum - Panterlilja
- Lilium parryi
- Lilium parvum
- Lilium pensylvanicum - Mongollilja
- Lilium philadelphicum - Bägarlilja
- Lilium philippinense
- Lilium pinifolium
- Lilium poilanei
- Lilium polyphyllum
- Lilium pomponium - Scharlakanslilja
- Lilium ponticum
- Lilium primulinum
- Lilium puerense
- Lilium pumilum
- Lilium pyi
- Lilium pyrenaicum - Pyreneisk lilja
- Lilium pyrophilum
- Lilium regale - Kungslilja
- Lilium rhodopeum
- Lilium rockii
- Lilium rosthornii
- Lilium rubellum - Skär trumpetlilja
- Lilium rubescens
- Lilium saccatum
- Lilium sargentiae - Sargentlilja
- Lilium sempervivoideum
- Lilium sherriffiae
- Lilium souliei
- Lilium speciosum - Praktlilja
- Lilium stewartianum
- Lilium sulphureum
- Lilium superbum - Drottninglilja
- Lilium szovitsianum
- Lilium taliense
- Lilium tianschanicum
- Lilium tsingtauense
- Lilium wallichianum - Stor trumpetlilja
- Lilium wardii
- Lilium washingtonianum
- Lilium wenshanense
- Lilium xanthellum

Det finns också åtskilliga hybrider bland liljorna, bland annat Flocklilja (L. ×hollandicum) och Isabell-lilja (L. ×testaceum).

## Bilder

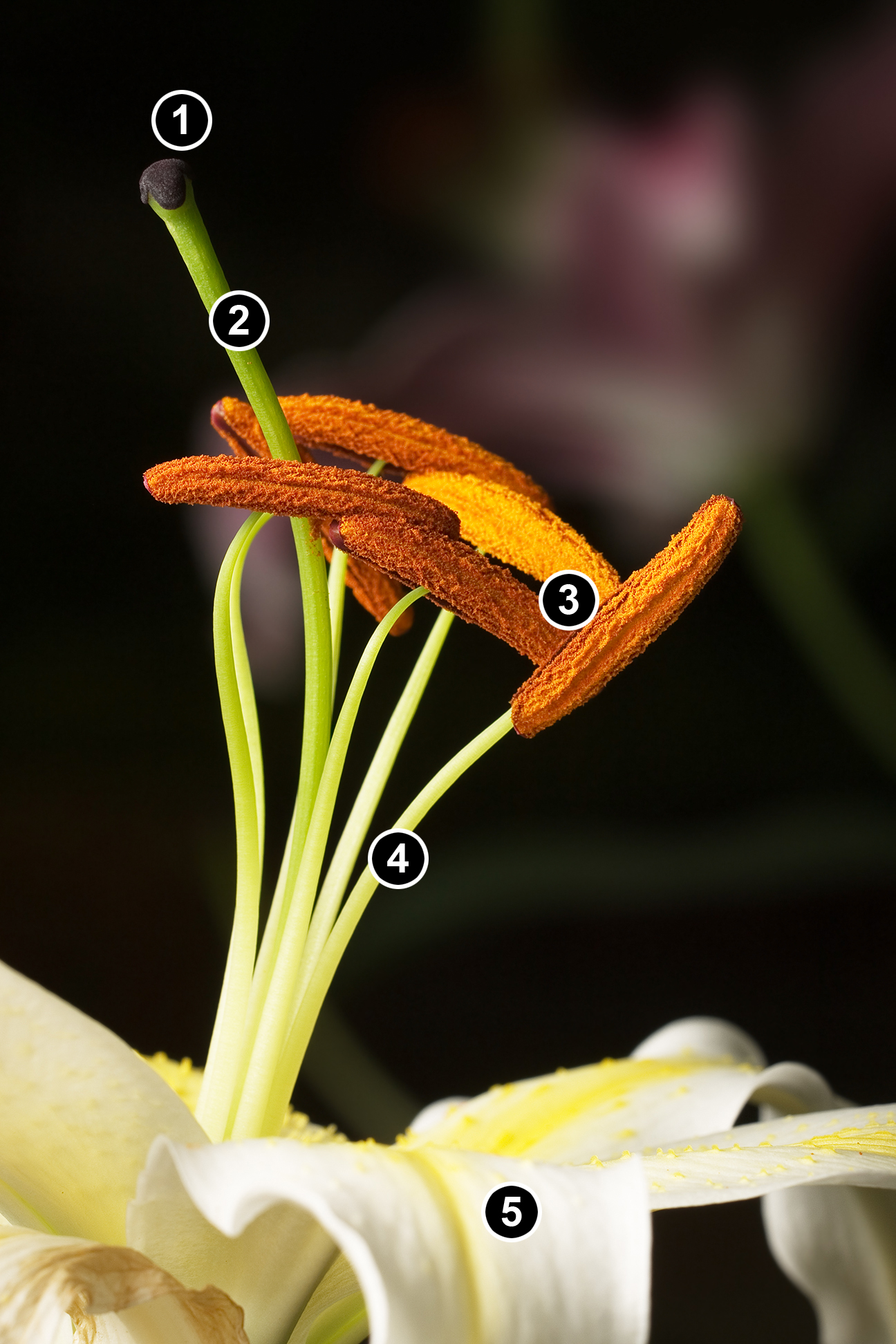
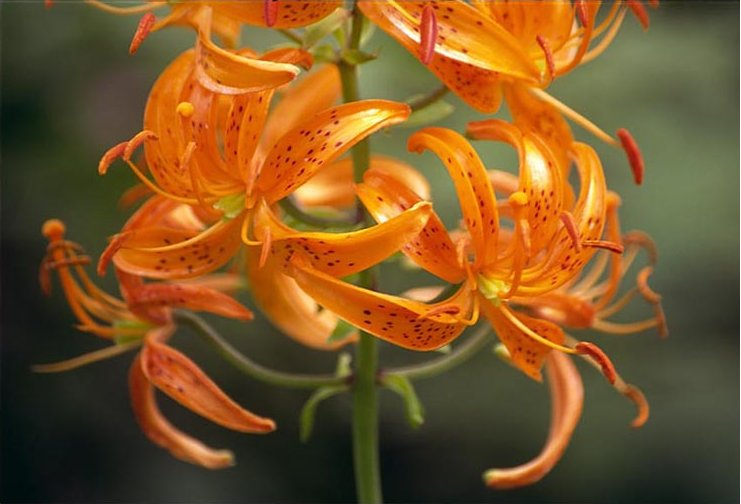
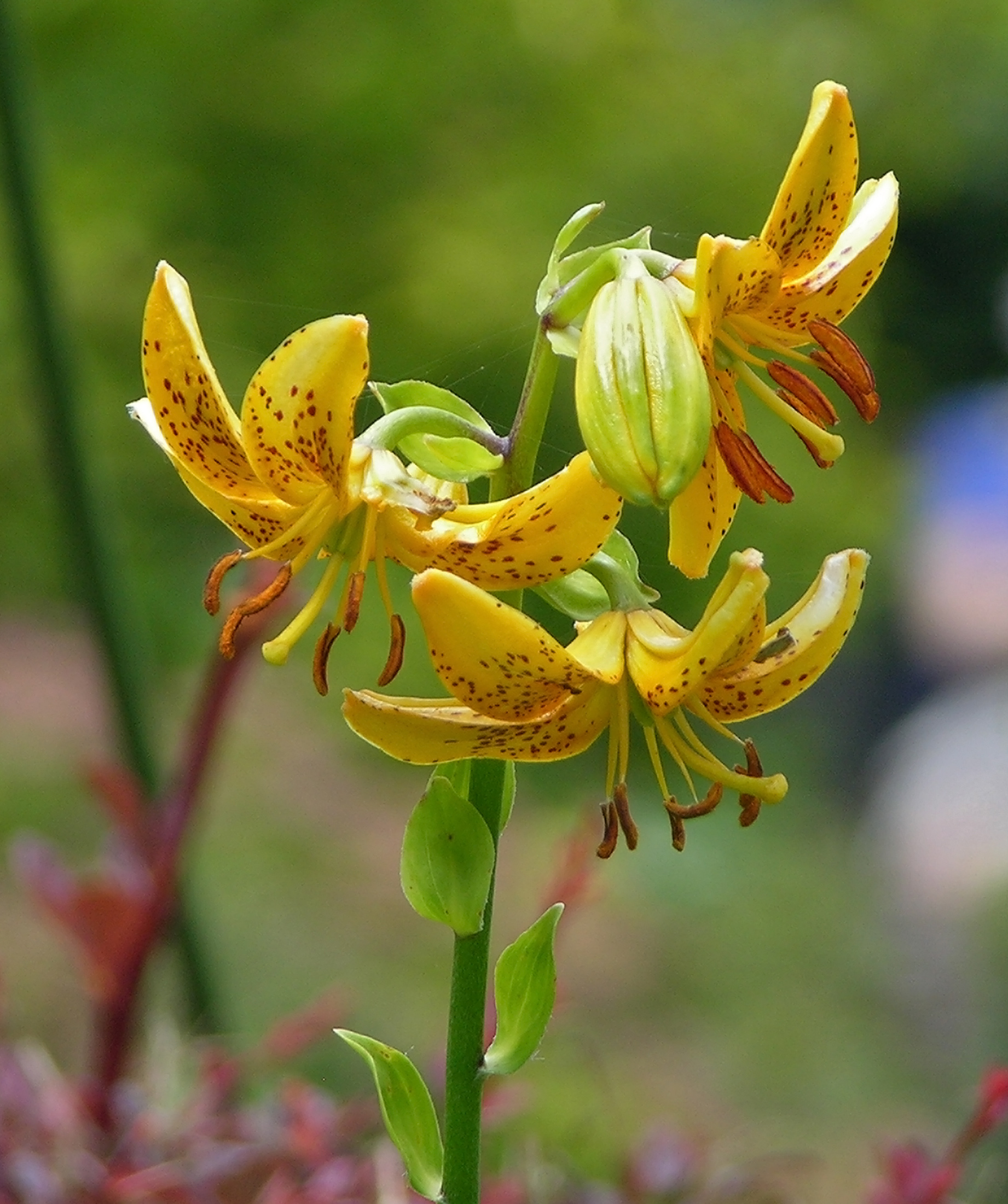
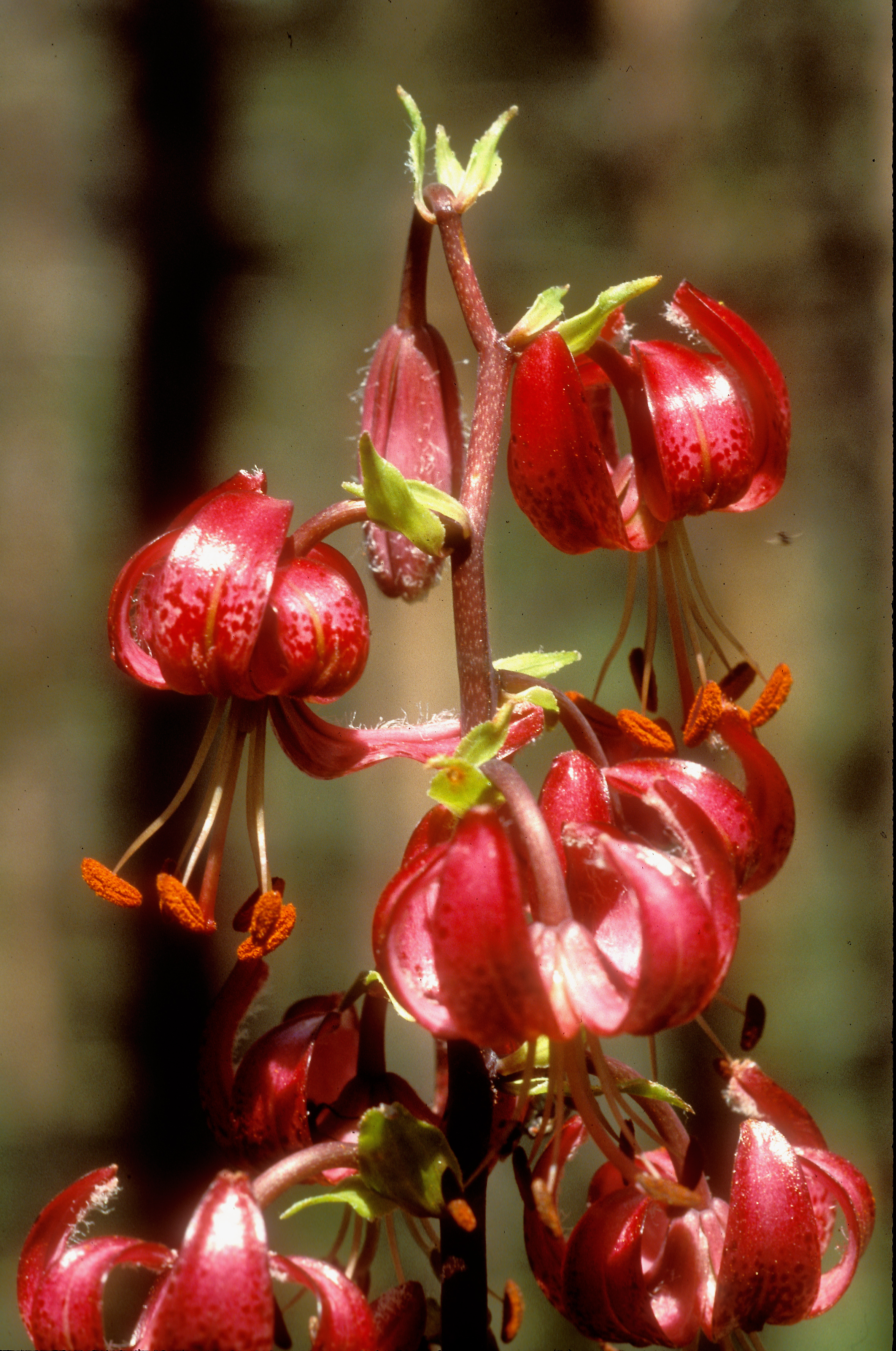
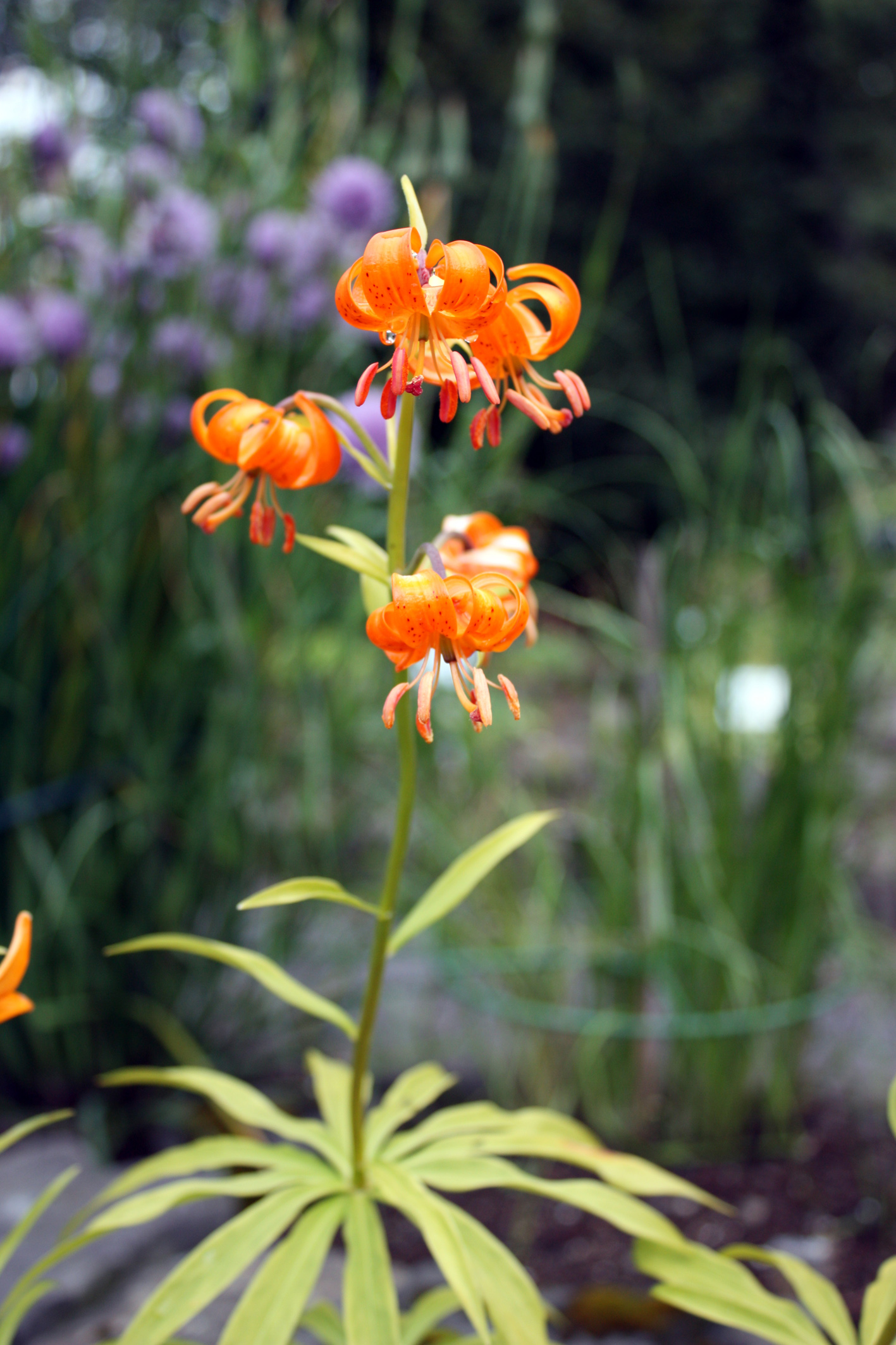
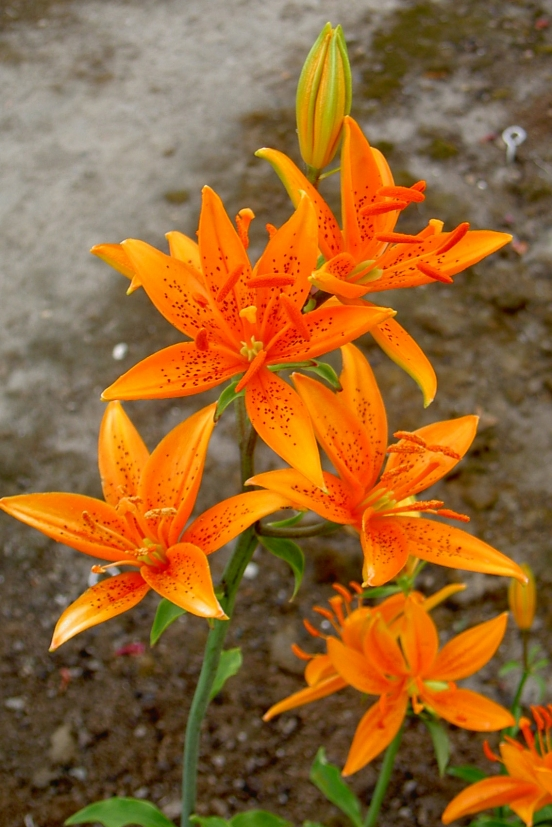
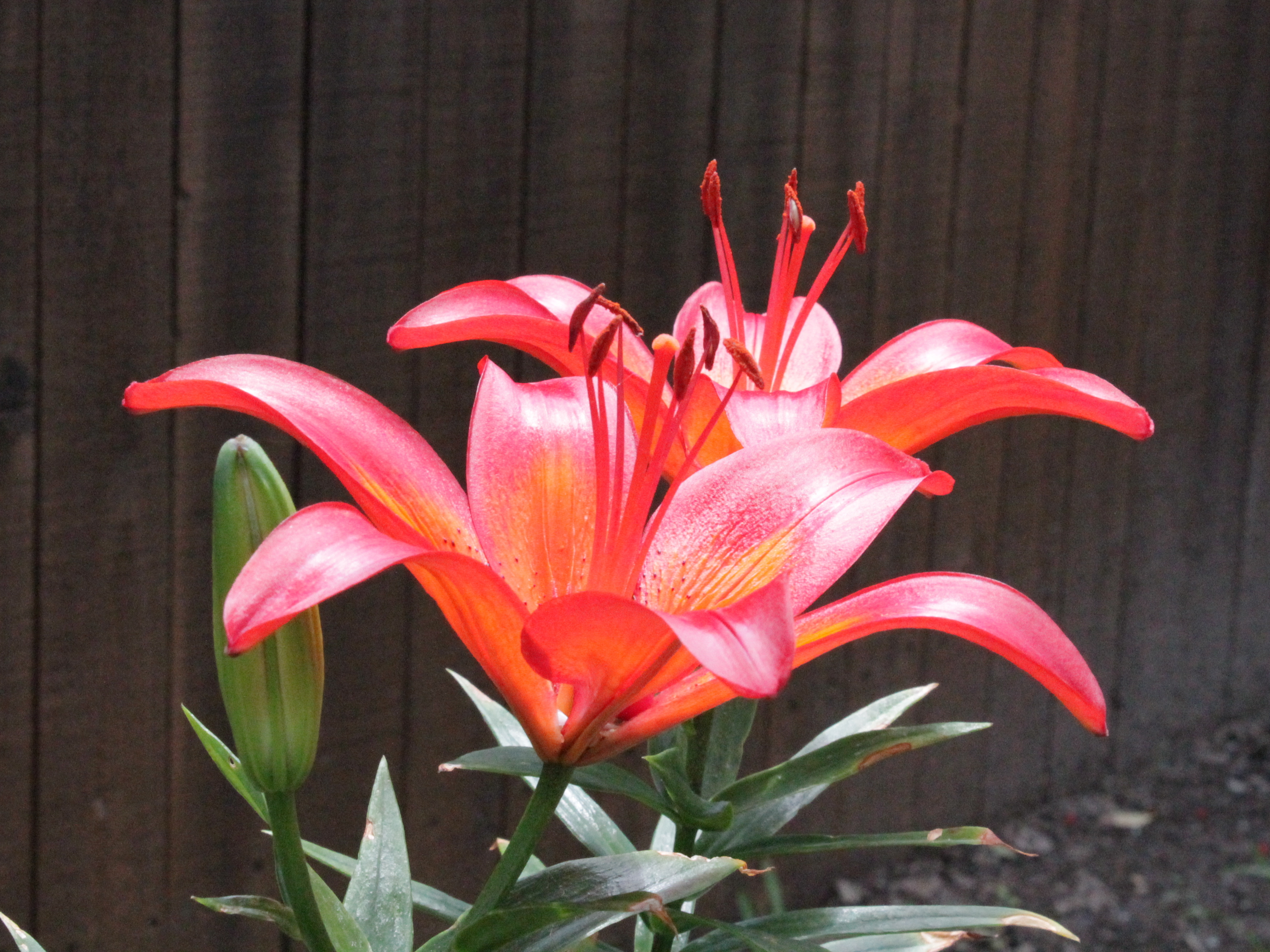